# نيكو ماركيولا
نيكو ماركيولا (بالفنلندية: Niko Markkula) هو لاعب كرة قدم فنلندي في مركز ظهير ‏، ولد في 27 يونيو 1990 في يوفاسكولا في فنلندا. شارك مع منتخب فنلندا تحت 21 سنة لكرة القدم. أما مع النوادي، فقد لعب مع نادي يوفاسكولا وهكا.

## وصلات خارجية
- نيكو ماركيولا على موقع الاتحاد الأوربي (الإنجليزية)
- نيكو ماركيولا على موقع قاعدة بيانات كرة القدم.إي يو (الإنجليزية)
- نيكو ماركيولا على موقع Soccerway.com (الإنجليزية)